# Glavonja
Glavonja (lat. Hexanchus griseus) vrsta je morskog psa, kojeg kod nas nazivaju i pas glavonja šestoškrgaš, pas volonja sivac, sivi morski pas, pas volonja šestoškrgaš. Ova vrsta je jedna od većih vrsta, naime, najveći uhvaćeni primjerak u Jadranu imao je 496 cm. Tijelo mu je vrlo snažne građe, a njuška opravdava njegovo englesko ime (bluntnose=tuponosni). Njuška mu je tupo zaobljena sa šest škržnih otvora sa svake strane, a ne pet kao što je to uobičajeno kod morskih pasa. Ima fluorescentno zelene oči, a tijelo mu je sivo-crne do čokoladno smeđe boje, koja ide ka svjetlijoj prema trbuhu. Na stranama ima vidljivu svjetliju crtu, a krajevi peraja su skoro bijeli. Donji dio repne peraje je malen, ali to ne umanjuje sposobnost oe vrste da bude brz i izdržljiv plivač. Na donjoj vilici ima 6 redova zubiju, što govori o njegovoj vrsti prehrane, naime, glavonja je predator, hrani se isključivo onim što ulovi, a to su druge vrste morskih pasa, raže, druge vrste riba, lignje, rakovi, kozice, pa čak i morski sisavci poput tuljana. Ženke narastu nešto veće od mužjaka, a kote do 100 mladih, koji žive u plićim predjelima od odraslih, tražeći tamo sklonište i hranu. Odrasli se mogu naći i na dubinama do 2500 m, u svim toplim i umjerenim morima. Glavonja se ne lovi radi ishrane, već isključivo samo usputno pri ribolovu na druge vrste. Tada se prerađuje u riblje brašno.

## Upozorenje
Ova vrsta ribe je otrovna i s njom treba biti vrlo pažljiv. Naime jetra glavonje je jako otrovna, a meso mnogo manje. Prilikom konzumacije jetre glavonje mogu se javiti ozbiljni problemi kao što su crijevne smetnje, glavobolja, parestezije oko ustiju, a kasnije mišićna slabost, grčevi i problemi disanja. Kod najozbiljnijih trovanja može nastupiti i smrt.

## Rasprostranjenost
Glavonja je rasprostranjen po cijelom svijetu, a kako živi i uz obalu i na otvorenom moru, riječ cijelom treba doslovno shvatiti.

## Vanjske poveznice
|  | Zajednički poslužitelj ima još gradiva o temi Glavonja |
|  | Wikivrste imaju podatke o taksonu Glavonja             |